# IVe législature d'Espagne
La IVe législature d'Espagne (en espagnol : iv legislatura de España) est un cycle parlementaire de trois ans des Cortes Generales, ouvert le 21 novembre 1989, à la suite des élections générales du 29 octobre 1989, et qui s'est achevé le 13 avril 1993 à la suite de la dissolution des deux chambres par le roi Juan Carlos Ier en vue des élections générales anticipées du 6 juin 1993 pour la constitution de la Ve législature. 
Elle a été précédée par la IIIe législature.

## Groupes parlementaires

### Congrès des députés
| Nom | Nom | Début | Fin | Porte-parole                                              |
| --- | --- | ----- | --- | --------------------------------------------------------- |
|     | Socialiste Grupo Parlamentario Socialista                                                                        | 175   | 175 | Eduardo Martín Toval                                      |
|     | Populaire Grupo Parlamentario Popular en el Congreso                                                             | 106   | 106 | José María Aznar                                          |
|     | Catalan Grupo Parlamentario Catalán (Convergència i Unió)                                                        | 18    | 18  | Miquel Roca                                               |
|     | Izquierda Unida-Iniciativa per Catalunya Grupo Parlamentario Federal de Izquierda Unida-Iniciativa per Catalunya | 18    | 17  | Nicolás Sartorius                                         |
|     | CDS Grupo Parlamentario de CDS                                                                                   | 14    | 12  | Alejandro Rebollo José Ramón Caso García (5 octobre 1991) |
|     | Basque Grupo Parlamentario Vasco (EAJ-PNV)                                                                       | 5     | 5   | Iñaki Anasagasti                                          |
|     | Mixte Grupo Parlamentario mixto                                                                                  | 10    | 17  | Poste tournant                                            |

### Sénat
| Groupe parlementaire | Groupe parlementaire                                                    | Début | Fin | Porte-parole                    |
| -------------------- | ----------------------------------------------------------------------- | ----- | --- | ------------------------------- |
|                      | Socialiste Grupo Parlamentario Socialista                               | 142   | 142 | Jaime Barreiro Gil              |
|                      | Populaire au Sénat Grupo Parlamentario Popular                          | 98    | 98  | José Miguel Ortí Bordás         |
|                      | Catalan Grupo Parlamentario Catalán en el Senado                        | 15    | 15  | Joaquim Ferrer Roca             |
|                      | Sénateurs nationalistes basques Grupo Parlamentario de senadores vascos | 6     | 6   | Carmelo Renobales               |
|                      | CDS Grupo Parlamentario Centro democrático y social                     |       |     | Alberto Manuel Dorrego González |
|                      | Mixte Grupo Parlamentario mixto                                         | 8     | 8   | Poste tournant                  |

## Bureaux des assemblées

### Congrès des députés
| Poste                    | Titulaire                  | Parti | Parti | Circonscription        |
| ------------------------ | -------------------------- | ----- | ----- | ---------------------- |
| Président                | Félix Pons                 |       | PSOE  | Îles Baléares          |
| Premier vice-président   | Juan Muñoz García          |       | PSOE  | Ségovie                |
| Deuxième vice-président  | Federico Trillo            |       | PP    | Alicante               |
| Troisième vice-président | Joan Marcet Morera         |       | PSC   | Barcelone              |
| Quatrième vice-président | Josep María Trías de Bes   |       | CiU   | Barcelone              |
| Premier secrétaire       | Ramón Vargas-Machuca       |       | PSOE  | Cadix                  |
| Deuxième secrétaire      | Juan Carlos Aparicio       |       | PP    | Burgos                 |
| Troisième secrétaire     | María Dolores Pelayo Duque |       | PSOE  | Sante Cruz de Tenerife |
| Quatrième secrétaire     | José Luis Núñez Casal      |       | IU    | Madrid                 |

### Sénat
| Poste                   | Titulaire                  | Parti | Parti | Circonscription |
| ----------------------- | -------------------------- | ----- | ----- | --------------- |
| Président               | Juan José Laborda          |       | PSOE  | Burgos          |
| Premier vice-président  | Bernardo Bayona Aznar      |       | PSOE  | Huesca          |
| Deuxième vice-président | Clemente Sanz Blanco       |       | PP    | Ségovie         |
| Premier secrétaire      | Manuel Ángel Aguilar Belda |       | PSOE  | Albacete        |
| Deuxième secrétaire     | María Jesús Checa Simó     |       | PSOE  | Badajoz         |
| Troisième secrétaire    | Simón Barceló              |       | PP    | Majorque        |
| Quatrième secrétaire    | Narcís Oliveras            |       | CiU   | Gérone          |

## Gouvernement et opposition
| Statut              | Poste                                  | Titulaire | Titulaire               |
| ------------------- | -------------------------------------- | --------- | ----------------------- |
| Gouvernement : PSOE | Président du gouvernement              |           | Felipe González         |
| Gouvernement : PSOE | Ministre des Relations avec les Cortes |           | Virgilio Zapatero       |
| Gouvernement : PSOE | Porte-parole au Congrès                |           | Eduardo Martín Toval    |
| Gouvernement : PSOE | Porte-parole au Sénat                  |           | Jaime Barreiro Gil      |
|                     |                                        |           |                         |
| Opposition : PP     | Président du PP                        |           | José María Aznar        |
| Opposition : PP     | Porte-parole au Congrès                |           | Rodrigo Rato            |
| Opposition : PP     | Porte-parole au Sénat                  |           | José Miguel Ortí Bordás |

### Investiture
Le 5 décembre 1989, Felipe González, président sortant chargé de l'expédition des affaires courantes, se soumet à un débat d'investiture. Sa candidature est acceptée, à la majorité absolue, lors du premier vote. Seuls 332 députés composent alors le Congrès car des litiges ont été soulevés dans les circonscriptions de Murcie, Pontevedra et Melilla. Lors du débat d'investiture, González annonce qu'il se soumettra à une question de confiance une fois que les recours auront été résolus.
| Candidat               | Date                                       | Vote       |      |    |     |    |     |     |    |    |    |    |    |     |     | Résultat  |
| Candidat               | Date                                       | Vote       | PSOE | PP | CiU | IU | CDS | PNV | HB | PA | UV | EA | EE | PAR | AIC | Résultat  |
| Felipe González (PSOE) | 5 décembre 1989 (majorité absolue requise) | Oui        | 166  |    |     |    |     |     |    |    |    |    |    |     | 1   | 167 / 332 |
| Felipe González (PSOE) | 5 décembre 1989 (majorité absolue requise) | Non        |      | 99 | 18  | 17 | 13  |     |    | 2  | 2  | 2  | 2  |     |     | 155 / 332 |
| Felipe González (PSOE) | 5 décembre 1989 (majorité absolue requise) | Abstention |      |    |     |    |     | 5   |    |    |    |    |    | 1   |     | 6 / 332   |
| Felipe González (PSOE) | 5 décembre 1989 (majorité absolue requise) | Absents    |      |    |     |    |     |     | 4  |    |    |    |    |     |     |           |

### Question de confiance
Après résolution des contentieux, il y a répétition des élections à Melilla et le siège précédemment acquis au PSOE revient au PP.
| Président              | Date                                   | Vote       |      |     |     |    |     |     |    |    |    |    |    |     |     | Résultat  |
| Président              | Date                                   | Vote       | PSOE | PP  | CiU | IU | CDS | PNV | HB | PA | UV | EA | EE | PAR | AIC | Résultat  |
| Felipe González (PSOE) | 5 avril 1990 (majorité simple requise) | Oui        | 175  |     |     |    |     |     |    |    |    |    |    |     | 1   | 176 / 350 |
| Felipe González (PSOE) | 5 avril 1990 (majorité simple requise) | Non        |      | 105 |     | 16 |     |     |    | 2  | 2  | 2  | 2  | 1   |     | 130 / 350 |
| Felipe González (PSOE) | 5 avril 1990 (majorité simple requise) | Abstention |      |     | 18  |    | 14  | 5   |    |    |    |    |    |     |     | 37 / 350  |
| Felipe González (PSOE) | 5 avril 1990 (majorité simple requise) | Absents    |      | 2   |     | 1  |     |     | 4  |    |    |    |    |     |     |           |

## Commissions parlementaires

### Congrès des députés
| Commission                                                     | Président                                                   | Parti | Parti | Circonscription        |
| -------------------------------------------------------------- | ----------------------------------------------------------- | ----- | ----- | ---------------------- |
| Commissions permanentes législatives                           |                                                             |       |       |                        |
| Commission constitutionnelle                                   | Jordi Solé Tura Javier Sáenz de Cosculluela (16 avril 1991) | PSOE  |       | Barcelone La Rioja     |
| Commission des Affaires étrangères                             | Luis Fajardo Spínola                                        | PSOE  |       | Santa Cruz de Tenerife |
| Commission de la Justice et de l'Intérieur                     | Javier Barrero                                              | PSOE  |       | Huelva                 |
| Commission de la Défense                                       | Carlos Sanjuán de la Rocha                                  | PSOE  |       | Málaga                 |
| Commission de l'Éducation et de la Culture                     | Rafael Ballesteros Durán                                    | PSOE  |       | Málaga                 |
| Commission de l'Économie, du Commerce et des Finances          | Luis Martínez Noval Ángel Martínez Sanjuán (13 juin 1990)   | PSOE  |       | Asturies La Rioja      |
| Commission des Budgets                                         | Rodolfo Martín Villa                                        | PP    |       | Madrid                 |
| Commission de l'Agriculture, de l'Élevage et de la Pêche       | Josep Pau Pernau                                            | PSOE  |       | Lleida                 |
| Commission de l'Industrie, des Travaux publics et des Services | José Félix Sáenz Lorenzo                                    | PSOE  |       | Saragosse              |
| Commission de la Politique sociale et de l'Emploi              | Ángel Díaz Sol                                              | PSOE  |       | Grenade                |
| Commission du Régime des administrations publiques             | Fernando Ledesma Fedrico Sanz Díaz (7 mai 1991)             | PSOE  |       | Valladolid Burgos      |
| Commissions permanentes non législatives                       |                                                             |       |       |                        |
| Commission du Règlement                                        | Félix Pons                                                  | PSOE  |       | Îles Baléares          |
| Commission du Statut des députés                               | Álvaro Cuesta Martínez Jesús Díaz Fornas (8 octobre 1991)   | PSOE  |       | Asturies La Corogne    |
| Commission des Pétitions                                       | José Antonio Amate Rodríguez                                | PSOE  |       | Almería                |
| Commission du contrôle parlementaire de RTVE                   | Luis Ramallo García Mariano Rajoy (29 mars 1990)            | PP    |       | Badajoz Pontevedra     |
| Commission du Défenseur du peuple                              | Alfonso Lazo Díaz                                           | PSOE  |       | Séville                |

### Sénat
| Commission | Président                                                         | Parti | Parti | Circonscription          |
| --- | ----------------------------------------------------------------- | ----- | ----- | ------------------------ |
| Commissions permanentes législatives |                                                                   |       |       |                          |
| Commission constitutionnelle | Ángel Orozco Gómez                                                | PSOE  |       | Albacete                 |
| Commission des Affaires étrangères | Joan Reventós                                                     | PSOE  |       | Barcelone                |
| Commission des Affaires latino-américaines                                                                                                | Juan Barranco                                                     | PSOE  |       | Madrid                   |
| Commission des Autonomies, de l'Organisation et de l'Administration territoriale                                                          | Amparo Rubiales Torrejón                                          | PSOE  |       | Séville                  |
| Commission de la Constitution | Arturo Lizón Giner                                                | PSOE  |       | Alicante                 |
| Commission de la Défense | Ignacio Díez González                                             | PSOE  |       | La Rioja                 |
| Commission de l'Économie et des Finances                                                                                                  | Julián Santiago Bujalance                                         | PSOE  |       | Cordoue                  |
| Commission de l'Éducation, de l'Enseignement supérieur, de la Recherche et de la Culture                                                  | Juan Ángel Iglesias Marcelo                                       | PSOE  |       | Cáceres                  |
| Commission de l'Industrie, de l'Énergie, du Commerce et du Tourisme                                                                       | Antonio García Correa                                             | PSOE  |       | Huelva                   |
| Commission de la Justice | Ana María Ruiz-Tagle Morales                                      | PSOE  |       | Séville                  |
| Commission des Travaux publics, de l'Organisation du territoire, de l'Environnement, de l'Urbanisme, des Transports et des Communications | Andrés Luis Calvo                                                 | PSOE  |       | Zamora                   |
| Commission de la Présidence et de l'Intérieur                                                                                             | Juan Antonio Arévalo Santiago                                     | PSOE  |       | Valladolid               |
| Commission des Budgets | Luis Fernández Fernández-Madrid Jesús Posada (30 octobre 1991)    | PP    |       | Séville Castille-et-León |
| Commission des Relations avec le Défenseur du peuple et des Droits humains                                                                | Antonio García Duarte                                             | PSOE  |       | Málaga                   |
| Commission de la Santé et de la Sécurité sociale                                                                                          | Luciano Alonso Alonso                                             | PSOE  |       | Málaga                   |
| Commission du Travail | Teresa Rodríguez Barahonda Encarnación Castañer (30 juillet 1991) | PSOE  |       | Alava Teruel             |
| Commissions permanentes non législatives                                                                                                  |                                                                   |       |       |                          |
| Commission du Règlement | Bernardo Bayona Aznar                                             | PSOE  |       | Huesca                   |
| Commission des Incompatibilités | Joaquín Ruiz Mendoza                                              | PSOE  |       | Valence                  |
| Commission des Réclamations | Amado Ascasso                                                     | PSOE  |       | Alava                    |
| Commission des Pétitions | Juan Zarrías Jareño                                               | PSOE  |       | Jaén                     |

### Conjointes
| Commission                                                     | Président                      | Parti | Parti | Circonscription | Chambre |
| -------------------------------------------------------------- | ------------------------------ | ----- | ----- | --------------- | ------- |
| Commission pour les Relations avec le Défenseur du peuple      | Alfonso Lazo Díaz              | PSOE  |       | Séville         | Congrès |
| Commission pour les Relations avec le Tribunal des comptes     | Luis Berenguer Fuster          | PSOE  |       | Alicante        | Congrès |
| Commission pour les Communautés européennes                    | Juan Muñoz García              | PSOE  |       | Ségovie         | Congrès |
| Commission pour la Recherche et le Développement technologique | Josep María Triginer Fernández | PSC   |       | Barcelone       | Sénat   |
| Commission des Droits de la femme                              | Nelly Fernández                | PSOE  |       | Asturies        | Sénat   |
| Commission pour l'Étude du problème des drogues                | Alberto Javier Pérez Ferre     | PSOE  |       | Alicante        | Sénat   |